# Biele skaly
Biele skaly (1448 m n. m.) jsou hora v Malé Fatře na Slovensku. Jedná se o rozeklaný vápencový vrchol nacházející se v hlavním hřebeni kriváňské části pohoří mezi vrcholy Stratenec (1513 m), který je oddělen sedlem Vráta (1440 m), a vrcholem Suchý (1468 m), který je oddělen dvojicí bezejmenných sedel. Jihovýchodní svahy spadají do Súčanské doliny, severozápadní do Haviarské doliny (zde se rozkládá národní přírodní rezervace Suchý). Vrchol je dobrým rozhledovým bodem.

## Přístup
- po červené  značce ze sedla Vráta nebo z vrcholu Suchý

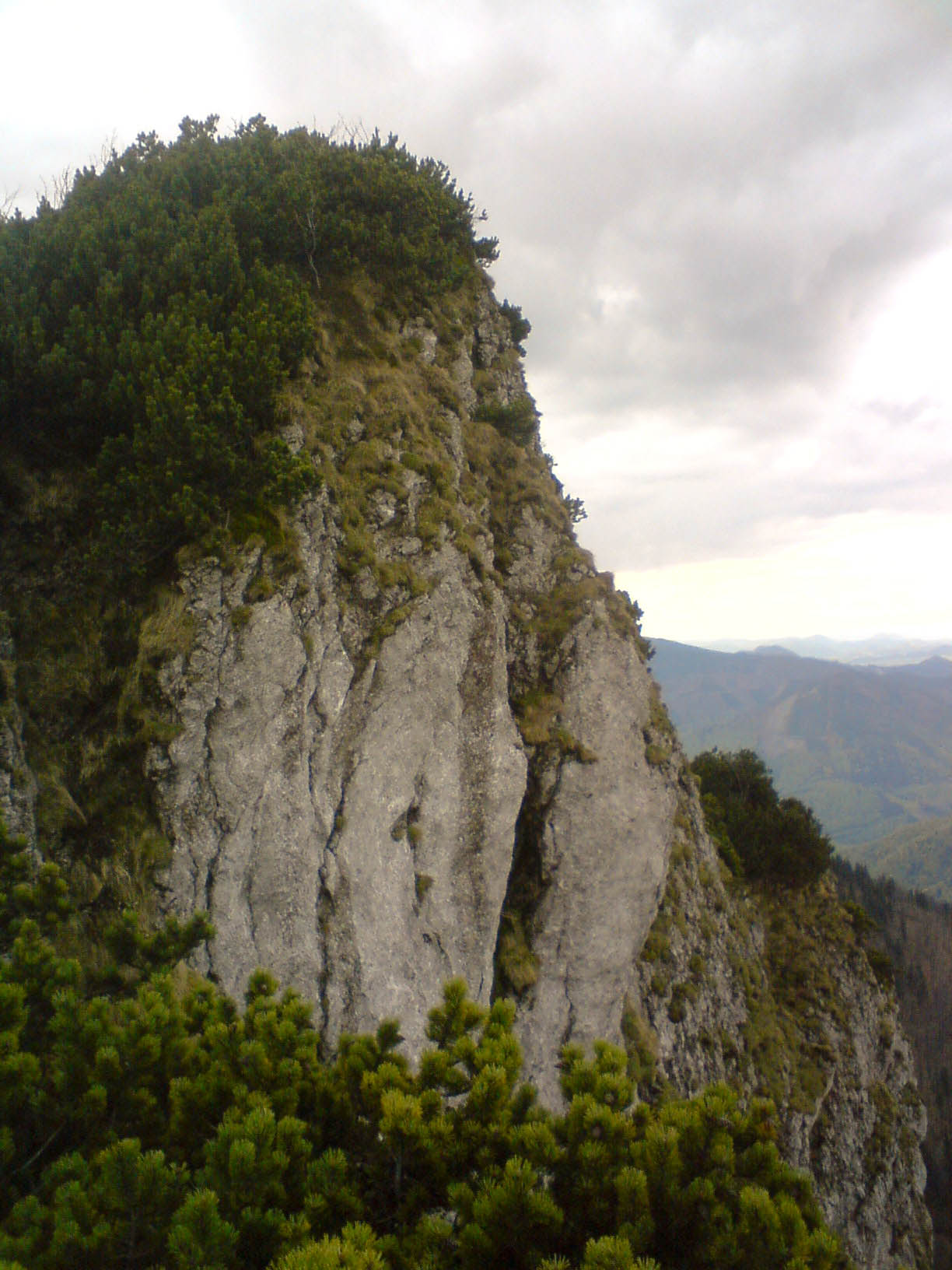
Biele skaly ze sedla Vráta